# Michael Hochleitner
Michael Hochleitner (* 8. Februar 1995) ist ein österreichischer Fußballspieler.

## Karriere
Hochleitner begann seine Karriere bei der TuS Bad Gleichenberg. Zur Saison 2009/10 wechselte er in die Akademie der Kapfenberger SV. Im Mai 2011 kam er erstmals für die Amateure der Kapfenberger in der Landesliga zum Einsatz. In der Saison 2010/11 spielte er sieben Mal in der vierthöchsten Spielklasse. Am Saisonende stieg er mit dem Team in die Regionalliga auf. Nach dem Aufstieg rückte Hochleitner zur Saison 2011/12 allerdings in den Kader der dritten Mannschaft, ASC Rapid Kapfenberg. Für Rapid kam er zu zwölf Einsätzen in der fünftklassigen Oberliga.
Zur Saison 2012/13 rückte er wieder in den Kader der Amateure und kam in jener Spielzeit zu 13 Einsätzen in der Regionalliga. Im Mai 2014 debütierte Hochleitner für die Profis in der zweiten Liga, als er am 33. Spieltag der Saison 2013/14 gegen den First Vienna FC in der Startelf stand. In der Saison 2013/14 kam er insgesamt zu vier Zweitligaeinsätzen und 19 Regionalligaspielen. Mit den Amateuren stieg er zu Saisonende allerdings wieder aus der Regionalliga ab. Nach weiteren drei Zweitligaspielen und sechs Landesligaeinsätzen wechselte er in der Winterpause der Saison 2014/15 zurück nach Bad Gleichenberg. Mit dem Verein stieg er zu Saisonende aus der Oberliga in die Landesliga auf. 2017 folgte nach zwei Landesligaspielzeiten prompt der Aufstieg in die Regionalliga.
In der Debütsaison seines Heimatvereins in der Regionalliga kam er zu 24 Einsätzen. In der Saison 2018/19 folgten 29 Regionalligaeinsätzen, in der abgebrochenen Saison 2019/20 spielte er 16 Mal und erzielte drei Tore. In der ebenfalls COVID-bedingt abgebrochenen Spielzeit 2020/21 absolvierte er zwölf Partien. In der Saison 2021/22 kam er in 28, in der Saison 2022/23 in 29 Partien zum Zug.
Nach elf Einsätzen bis zur Winterpause 2023/24 wechselte Hochleitner im Jänner 2024 zum sechstklassigen SV Feldbach.